# Valore di rimborso
In finanza, il valore di rimborso è il valore che l'ente erogatore di un particolare titolo deve restituire al possessore del titolo stesso alla data di scadenza. Per i titoli azionari, il valore di rimborso è quanto i soci ricevono in caso di scioglimento della società.
Di solito tale valore è equivalente al valore nominale del titolo stesso alla data di estinzione anche se esistono particolari eccezioni, quali ad esempio i titoli a reddito fisso, che potrebbero essere rimborsati ad un valore superiore o inferiore a quello nominale.